# Issans
Issans is een gemeente in het Franse departement Doubs (regio Bourgogne-Franche-Comté) en telt 275 inwoners (1999). De plaats maakt deel uit van het arrondissement Montbéliard.

## Geografie
De oppervlakte van Issans bedraagt 2,7 km², de bevolkingsdichtheid is 101,9 inwoners per km².

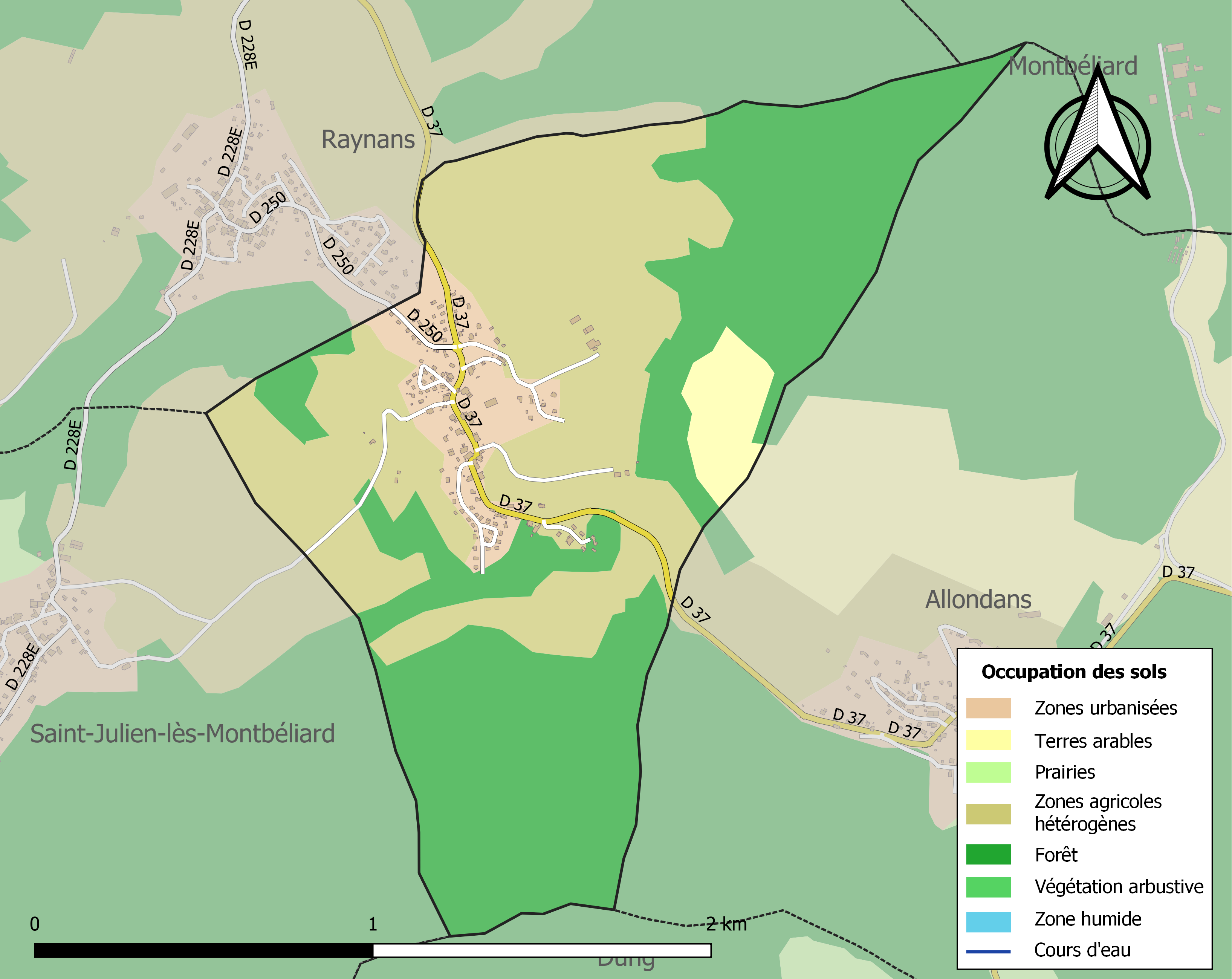
Kaart van de gemeente met de belangrijkste infrastructuur, bodemgebruik en omliggende gemeenten

## Demografie
Onderstaande figuur toont het verloop van het inwonertal (bron: INSEE-tellingen).